# Hans Wandal
För andra betydelser, se Hans Wandal (olika betydelser).
Hans Wandal, född den 26 januari 1624, död den 1 maj 1675, var en dansk biskop. Han var son till Hans Iversen Wandal.
Wandal reste i sine yngre år efter sin teologiska examen mycket i utlandet, men blev därefter knuten till Köpenhamns universitet, där han till sist 1655 blev teologisk professor. År 1668 blev han Själlands biskop efter Svane.
Han synes inte ha varit någon överlägsen begåvning, och han var mycket konservativ, försiktig och ortodox. Mot jesuiterna och kalvinisterna opponerade han ivrigt. 
Hans huvudverk är Juris Regii libri VI (1663–1672), i vilket han skildrar det enväldiga majestätets makt. På det kyrkliga området ville han dock inte tillerkänna kungen rätten att utöva den andliga myndigheten; denna skall utövas av prästerskapet.